# Comté de Perth
Pour les articles homonymes, voir Perth.
Le comté de Perth est une division administrative et de recensement de la province canadienne de l'Ontario. Il se situe dans le sud-ouest de la province, à 160 km de Toronto, et son chef-lieu est Stratford. 90 % de sa superficie est rurale avec des terres particulièrement fertiles (classées 1, 2, et 3). D'après le recensement de 2011, le comté de Perth compte 37 571 habitants. 

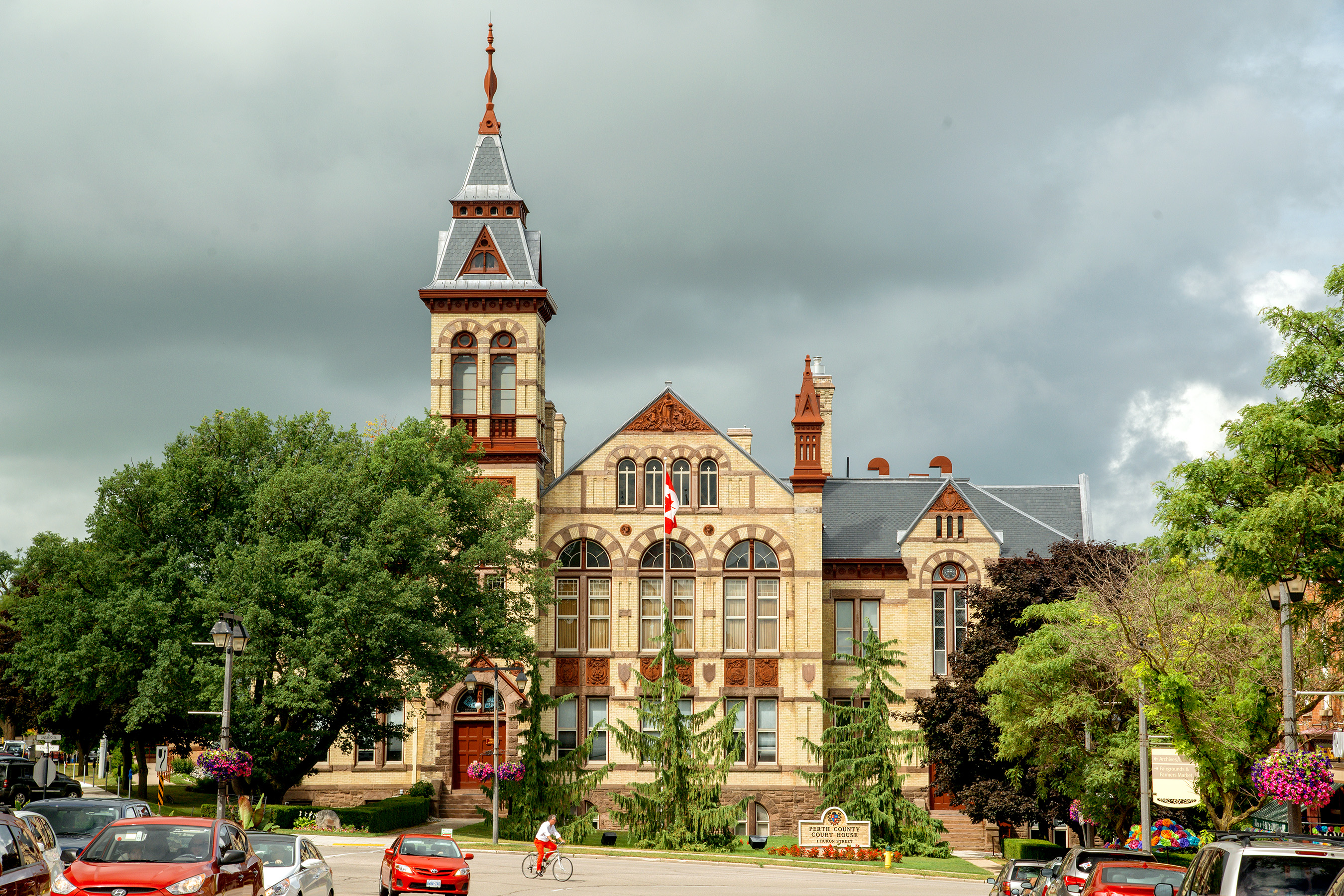
Palais de justice du comté de Perth

## Subdivisions
Le comté comprend :
- la municipalité de North Perth
- le canton de Perth East
- le canton de Perth South
- la municipalité de West Perth
- Les villes de Stratford et de St. Marys ont une administration indépendante de celle du comté.

## Histoires des cantons
Le comté de Perth, une zone de 2 123 km², était principalement colonisé par la Compagnie du Canada qui a ouvert une route entre Stratford et Goderich. Le comté a été officiellement créé en Janvier 1850 et comprenais 11 cantons.
- le canton de Blanshard, 186 km², ouvert en 1830 et nommé ainsi par le directeur de la Compagnie du Canada, Richard Blanshard.
- le canton de Downie, 196 km², créé en 1830 en l'honneur d'un des directeurs de la Compagnie du Canada, Robert Downie, qui lui a donné son nom.
- les cantons de Easthope,(Nord et Sud) 96 km², nommé par Sir John Easthope, l'un des directeurs de la Compagnie du Canada et ouvert en 1830. Jusqu'en 1830, les cantons Nord et Sud ne formaient qu'un canton puis ils ont été séparés.
- le canton d'Ellice, 221 km², ouvert en 1830 et nommé en l'honneur de Rt. Hon. Edward Ellice, un directeur de la Compagnie du Canada natif de la région.Son père était manager dans la Compagnie de la Baie d'Hudson.
- le canton d'Elma, 273 km², ouvert en 1849 même si les premiers colons Samuel Boyd et George Code sont arrivés depuis le comté de Lanark en 1848. Il a été nommé en l'honneur de Lady Elma Bruce, la fille de James Bruce, le Gouverneur-général du Canada.
- le canton de Fullarton, 163 km², ouvert en 1830 et nommé par John Fullarton, directeur de la Compagnie du Canada.
- le canton de Hibbert, 168 km², ouvert en 1830 et nommé ainsi en l'honneur de William T. Hibbert, directeur de la Compagnie du Canada. Le premier colon a été Thomas Fox qui a reçu 0.8 km² de terre par la Compagnie à condition qu'il ouvre une auberge pour les voyageurs, au bord de l'Huron Road.
- le canton de Logan, 218 km², ouvert à la colonisation en 1830. Nommé en l'honneur de Hart Logan, directeur de la Compagnie du Canada et oncle de Sir William E. Logan, le fondateur du cabinet d'Etude Géologique du Canada.
- le canton de Mornington, 203 km², ouvert à la colonisation en 1845 et surveillé en 1850. Il fut nommé ainsi en l'honneur de Richard Wellesley, comte de Mornington, le frère aîné du Duc de Wellington.
- le canton de Wallace, 204 km², ouvert à la colonisation en 1849, nommé en l'honneur de Thomas, baron Wallace, vice-président de la British Board of Trade après Lord Goderich en 1820.
- la cité de Stratford, dans les cantons de Downie, Eullice, et Easthope. En 1831, William Sergeant reçoit des terres à condition qu'il construise une auberge. En 1832, il construit le premier bâtiment de la région, près de la rivière Avon, et l'appelle le "Shakespeare Hotel" (l'hôtel de Shakespeare). Le premier à chercher des terres fut John Sharman (1834), venant d'Angleterre. Son fils Henry fut le premier enfant né hors des limites de la ville.

Au fil du temps, quatre autres cantons se sont additionnés à ceux déjà existants : St Marys, Mitchell, Listowel et Milverton. Le 1er janvier 1998, le comté a été réduit de 14 municipalités à 4. Seuls celui de Stratford et de St Marys ne furent pas modifiés.

## Démographie
- Population en 2011 : 37,571 (+1.0% en 5 ans)
- Population en 2006 : 37,212 (-1.0% en 5 ans)
- Population en 2001 :  37,602 (+1.5% en 5 ans)
- Population en 1996 : 37 141